# 지나 거숀
지나 거숀(Gina Gershon, 1962년 6월 10일~)은 미국의 배우이다.

## 출연 작품
- 핑크빛 연인(1986)
- 레드 히트(1988)
- 칵테일(1988)
- 플레이어(1992)
- 베스트 오브 더 베스트 3(1995)
- 쇼걸(1995) - 크리스탈 코너스 역
- 바운드(1996) - 코키 역
- 페이스 오프(1997)
- 인사이더(1999)
- 데몬러버(2002)
- P.S 아이 러브 유(2007)
- 킬러조(2011)
- 레드슈즈(2019) - 레지나 역(목소리)
- 리프킨스 페스티벌(2020)
- 돈트 룩 업(2021)
- 블랙 프라이데이(2023) - 아만다 콜린스 역
- 보더랜드(2024) - 목시 역